# Triancyra sumatrana
Triancyra sumatrana là một loài tò vò trong họ Ichneumonidae.